# Torre delle Milizie

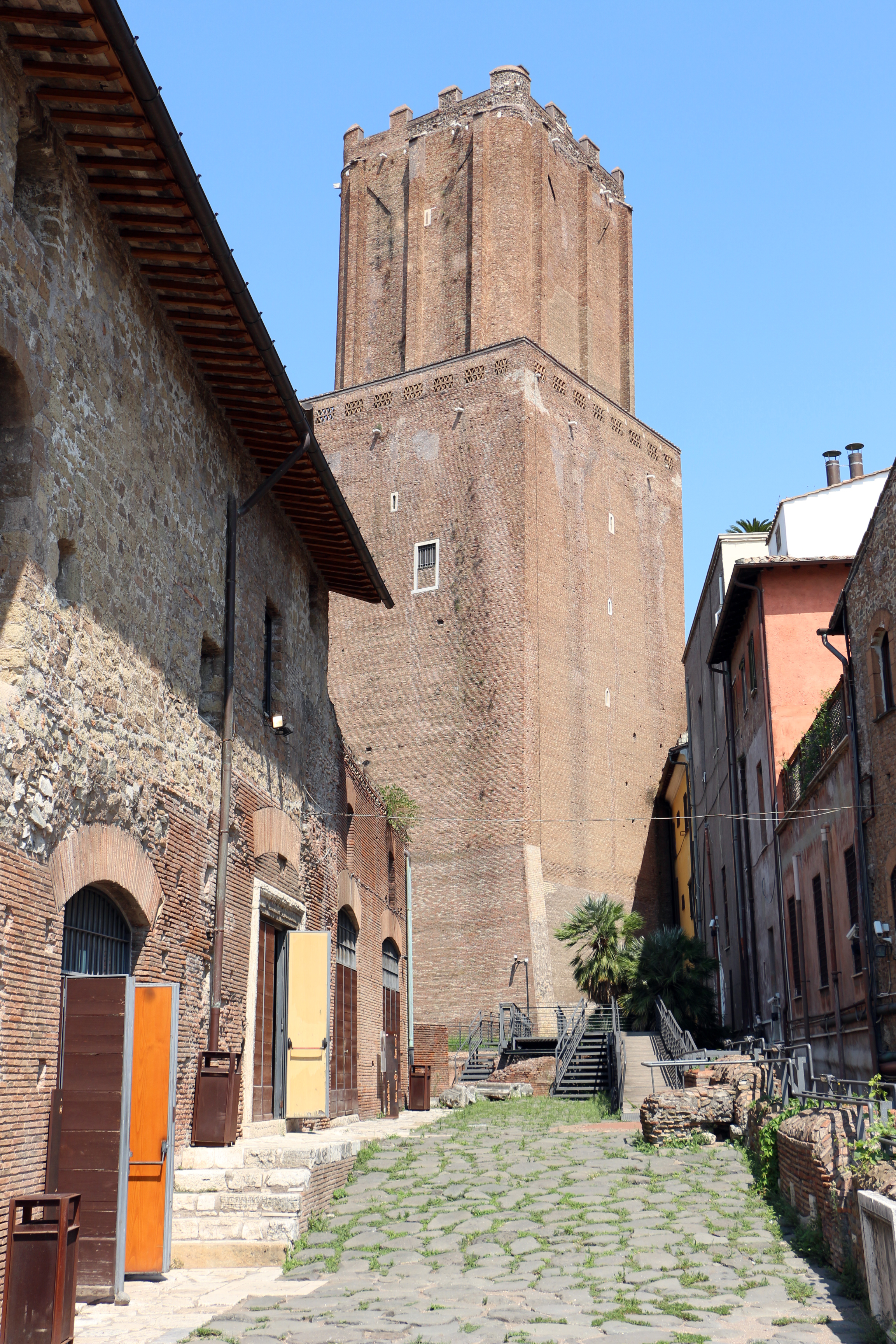
Torre delle Milizie.

Torre delle Milizie är ett medeltida torn som reser sig ovanför Trajanus saluhallar på kullen Esquilinens sydsluttning i Rom. Tornet är knappt 50 meter högt.
Tornet uppfördes sannolikt på 1200-talet som försvarstorn för någon av Roms mäktiga adelsfamiljer. 